# Fortschwihr

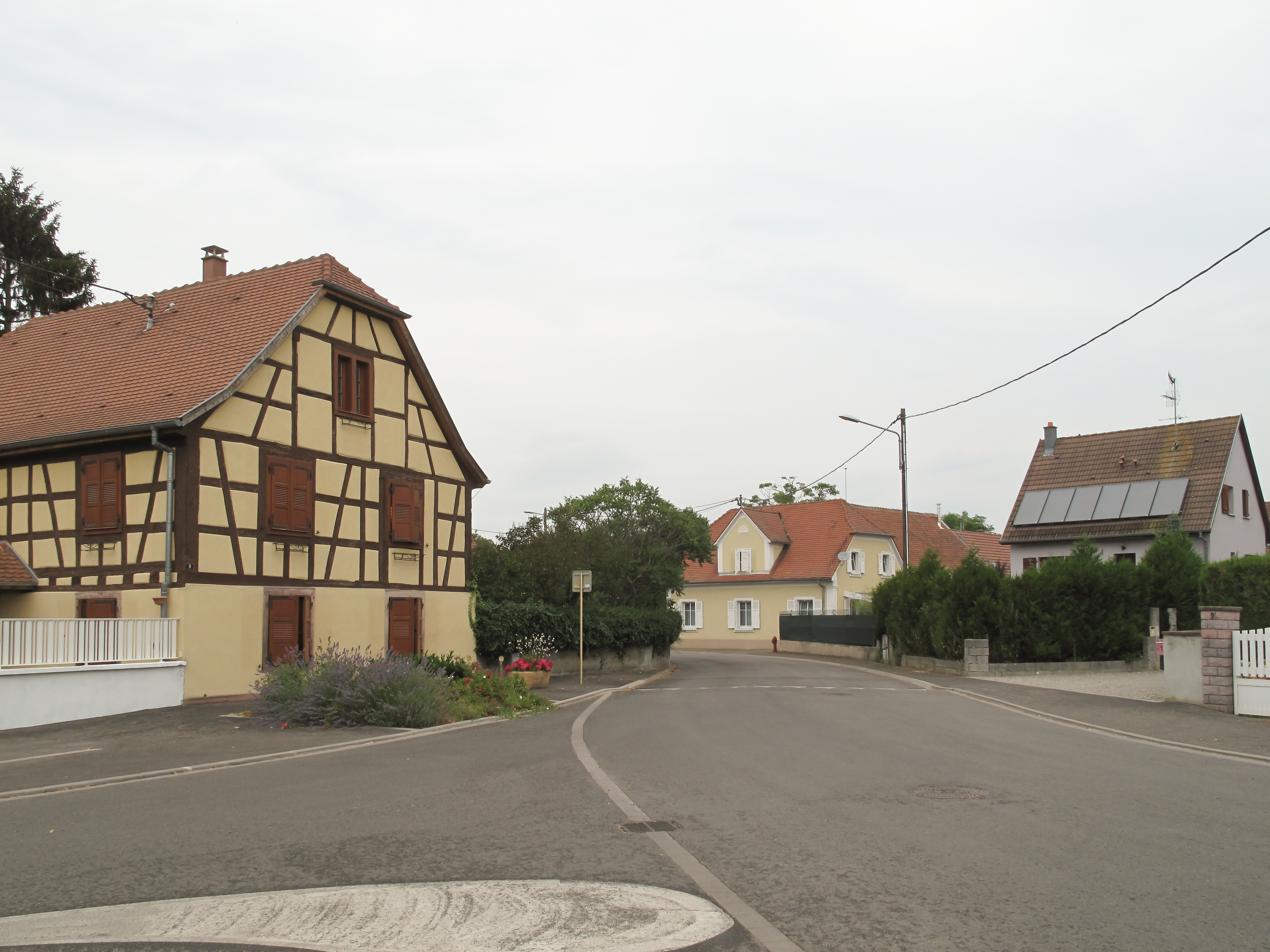
Fortschwihr, Blick auf die Rue du Rhin

Fortschwihr (deutsch Fortschweier) ist eine französische Gemeinde mit 1177 Einwohnern (Stand 1. Januar 2022) im Département Haut-Rhin in der Region Grand Est (bis 2015 Elsass).

## Geografie
Die Gemeinde Fortschwihr liegt in der Oberrheinebene zwischen Rhein und Ill, neun Kilometer östlich des Colmarer Stadtzentrums. Nachbargemeinden von Fortschwihr sind Muntzenheim im Norden, Urschenheim im Osten, Widensolen im Südosten, Andolsheim im Süden sowie Bischwihr im Westen. Letztere Gemeinde ist nur wenige hundert Meter von Fortschwihr entfernt und wird vom Bach le Blind getrennt. An der Gemeindegrenze zu Bischwihr entstand ein Gymnasium und ein Sportkomplex. Die Einrichtungen werden von mehreren Gemeinden der Umgebung genutzt.

## Geschichte
Von 1871 bis zum Ende des Ersten Weltkrieges gehörte Fortschweier als Teil des Reichslandes Elsaß-Lothringen zum Deutschen Reich und war dem Kreis Colmar im Bezirk Oberelsaß zugeordnet.

### Bevölkerungsentwicklung
| Jahr      | 1910 | 1962 | 1968 | 1975 | 1982 | 1990 | 1999 | 2006 | 2017 |
| --------- | ---- | ---- | ---- | ---- | ---- | ---- | ---- | ---- | ---- |
| Einwohner | 275  | 220  | 228  | 294  | 445  | 732  | 967  | 1155 | 1157 |

Quellen: Gemeindeverzeichnis, Cassini und INSEE

## Sehenswürdigkeiten
- Kirche St. Laurentius

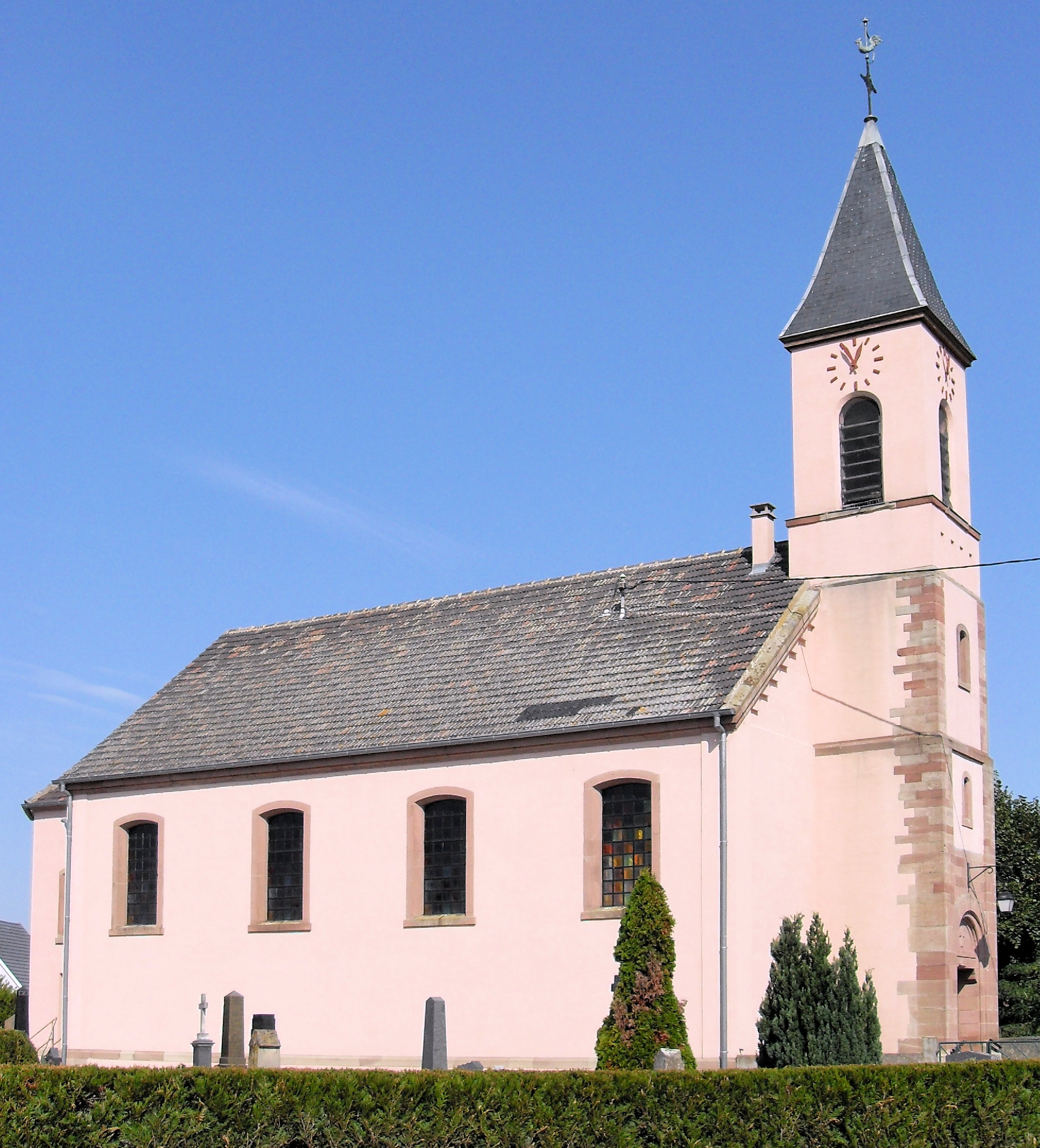
Südwestseite
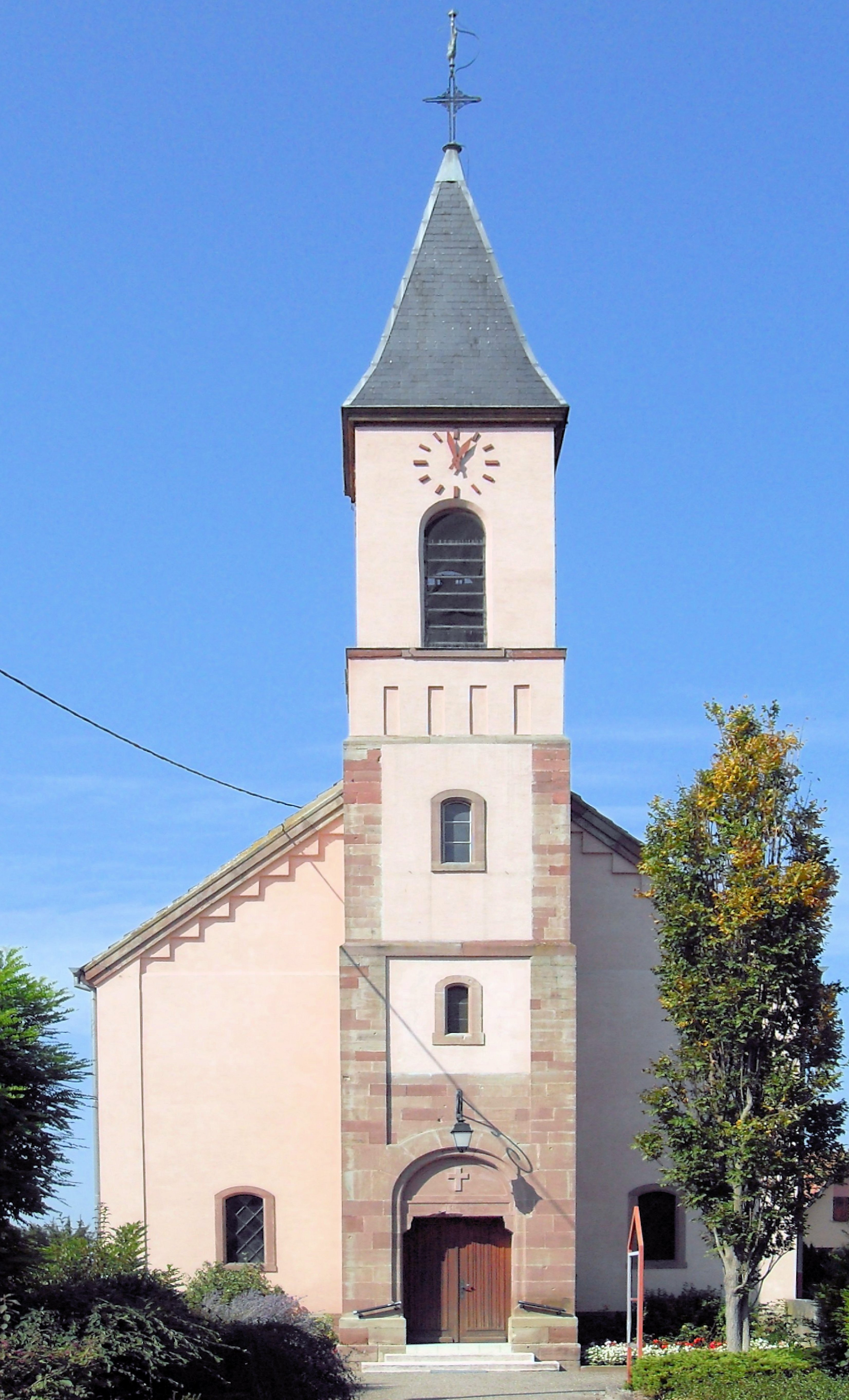
Südostseite

## Persönlichkeiten
- Joachim Aberlin († nach 1554), evangelisch-reformierter Pfarrer, Lehrer und Kirchenliederdichter

## Nachweise
1. ↑  Gemeindeverzeichnis Deutschland 1900 – Kreis Colmar
2. ↑  1910: Gemeindeverzeichnis Deutschland 1900 – Kreis Colmar